# Moartea se numește Engelchen (film)
Moartea se numește Engelchen (titlul original: în cehă Smrt si říká Engelchen, în slovacă Smrť sa volá Engelchen) este un film dramatic de război din 1963 a regizorului slovac Ján Kadár și a regizorului ceh Elmar Klos, bazat pe romanul omonim al scriitorului slovac Ladislav Mňaček. A participat la al 3-lea Festival Internațional de Film de la Moscova, unde a câștigat Premiul de Aur (Золотые призы).
Protagoniștii filmului sunt actorii Jan Kačer, Eva Poláková, Martin Růžek și Blažena Holišová. 

## Rezumat
La sfârșitul celui de-al Doilea Război Mondial, orașul Zlín este eliberat de armata sovietică. Tânărul partizan cehoslovac pe nume Pavel a fost rănit într-o luptă cu germani și zace în spital. Este paralizat și în timp ce își revine, își petrece zilele imobilizat în pat.
Își deapănă amintiri din viața sa din timpul războiului, experiența sa ca luptător din rezistență, tovarășii săi, luptele cu germanii din munții slovaci și iubita sa Marta, care a acționat ca spion pentru rezistență. Își amintește și de Engelchen, care este responsabil pentru moartea multor prieteni ai săi și pentru masacrul locuitorilor a două sate de munte.
Marta vine în vizită la Pavel în spital pentru a-și lua rămas bun. Munca ei de spion a făcut-o să arate ca o colaboratoare germană pentru unii și le-a câștigat ura lor. După ceva timp, Pavel își revine din boală și părăsește spitalul pentru a-l găsi pe Engelchen.

## Distribuție
- Jan Kačer – partizanul Pavel Kubic
- Eva Poláková – secretara Marta
- Martin Růžek – Lékar
- Blažena Holišová – calugărița Alzbeta
- Otto Lackovič – partizanul Ondra
- Pavel Bártl – partizanul sovietic Dimitri Astapov
- Ezard Haußmann – locotenentul german
- Vlado Müller – comandantul de partizani Nikolai
- Oľga Adamčíková – fata din satul Rozkova
- Miroslav Macháček – agentul Machu
- Čestmír Řanda sr. – țăranul Alois Kroupa
- Ota Sklenčka – cetnicul Bárta
- Wanda Spinka – Jozina
- Oto Ševčík – dezertorul Willy
- Michal Kožuch – Cyril Konecny
- Antonín Molčík – partizanul Toník
- Valtr Taub – generalul neamț
- Ervín Zolar – dezertorul Martin
- Karel Fořt – Walter
- Norbert Chotaš – SS sturmbannführer Engelchen
- Alex Jandouš – un subofițer
- Helena Kotoučová – mama Jozinei
- Emil Rohan – președintele comisiei de curățenie Vanek
- Josef Stehlík – Rozek
- Jaroslav Moučka – șoferul Vytiska
- Jozef Príhoda – un partizan
- Otto Šimánek – profesorul
- Karel Vavřík – cârciumarul
- Karel Bezděk – un partizan
- Karel Hovorka sr. – un partizan
- Jiří Hurych – un partizan
- Václav Podhorský – un partizan
- Gustav Vondráček – un partizan
- Karla Svobodová – fata din Paseka
- Věra Tichánková  – voce

## Premii
- 1963 al 3-lea Festival Internațional de Film de la Moscova, unde a câștigat Premiul de Aur (Золотые призы)[2][3].

## Literatură
- Mňaček, Ladislav, Moartea se numește Engelchen, tradus de Jean Grosu, București, 1962: Editura pentru Literatură Universală, Colecția, p. 318;